# Rinyu
Rinyu, de son nom complet Ngah Rinyu, née le 8 février 1997 à Koutaba dans la région de l'Ouest du Cameroun, est une chanteuse et compositrice camerounaise.

## Biographie

### Enfance, études et débuts
Ngah Rinyu naît le 8 février 1997 à Koutaba, dans la région de l'Ouest du Cameroun. Son père, membre de l'armée camerounaise, décède pendant sa petite enfance, laissant sa mère l'élever seule avec cinq autres frères et sœurs. Elle fait ses études primaires à Sapienta, une école de la commune de Foumbot, dans le département du Noun, dans la région de l'Ouest du Cameroun. Elle démènage ensuite à Bamenda avec ses frères et sœurs et sa mère. Elle fréquente une école primaire du centre-ville de Bamenda, où elle termine ses études secondaires. Après le lycée, elle déménage à Dschang pour étudier l'anglais moderne à l'université de Dschang. En 2016, elle obtient son diplôme et déménage à Yaoundé, où elle poursuit une carrière musicale.

### Carrière
Rinyu commence à chanter à l'âge de neuf ans et ne s'arrête plus depuis, se produisant dans des festivals de musique et des concours de talents locaux à Douala, Yaoundé, Bamenda et dans d'autres villes camerounaises. Son expérience en tant que chanteuse avec Mother of Hope Cameroon (MOHCAM), divertissant et encourageant les orphelins par la chanson, fait d'elle une figure lyrique puissante et indéniable de l'industrie musicale camerounaise. En 2018, elle est découverte par Akumba Music, un label d'afro jazz et de musiques du monde basé à Houston aux États-Unis, qui lui fait signer un contrat d'enregistrement en février 2019. Elle sort les singles Where you Dey ? et Marry Me  la même année. Poursuivant son ascension, elle démarre l'année 2020 avec le tube Chakara Love. Rinyu enchaîne avec un autre tube Dreamy Eyes.

## Discographie

### Album
- 2021 : Black Girl Magic

### Singles
- 2019 : Marry me
- 2020 : Dreamy Eyes
- 2020 : Chakara Love
- 2020 : Cover Me
- 2020 : Friendzone
- 2020 : Feeling You (feat. Kocee)
- 2021 : Iyori (feat. Salatiel)
- 2021 : Affaire D'amour (feat. Lydol)[5]
- 2021 : Du jamais vu
- 2021 : Controller
- 2021 : Tapsi
- 2021 : Johnny Waka
- 2021 : Just do you
- 2021 : To love a player (feat. Askia)
- 2021 : La Vida Loca
- 2022 : Go Africa (feat. Phillbill)
- 2022 : Controller (Remix) (feat. Locko)
- 2023 : Dem Neva Bonam (feat. Tenor)
- 2024 : Oublie
- 2024 : Damaged

## Distinction
Rinyu reçoit trois certifications Boomplay pour des enregistrements contre plusieurs vues de ses clips.